# Auroux
Auroux – miejscowość i gmina we Francji, w regionie Oksytania, w departamencie Lozère.
Według danych na rok 1990 gminę zamieszkiwało 395 osób, a gęstość zaludnienia wynosiła 11 osób/km² (wśród 1545 gmin Langwedocji-Roussillon Auroux plasuje się na 568. miejscu pod względem liczby ludności, natomiast pod względem powierzchni na miejscu 129.).